# Sven Daleflod

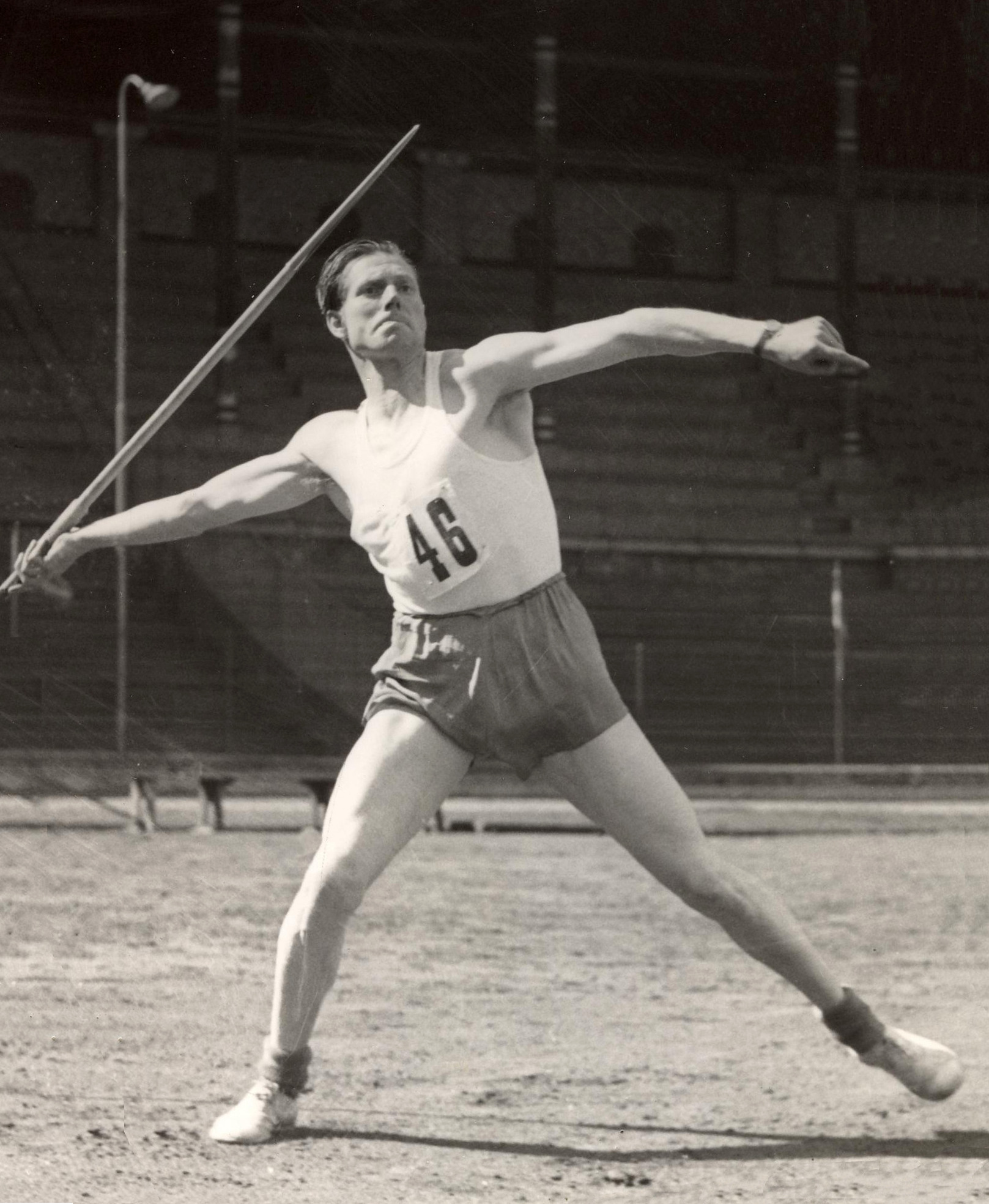
Sven Daleflod in den 1940ern

Sven Daleflod, geboren als Sven Eriksson (* 5. September 1919 in Dala-Floda; † 10. April 2009) war ein schwedischer Speerwerfer.
Bei den Leichtathletik-Europameisterschaften 1946 in Oslo wurde er Fünfter.
Von 1942 bis 1945 wurde er viermal in Folge Schwedischer Meister. Seine persönliche Bestleistung von 73,93 m stellte er am 14. Oktober 1945 in Leksand auf.